# Energiprocent
Energiprocent eller E% är en storhet som används i samband med kosthållning. Det man då talar om är en fördelning av energin (Kcal) från de olika delarna i kosten, det vill säga protein, kolhydrater och fett. Som rekommendation anser Livsmedelsverket att kostens fettmängd i snitt endast bör var 30 E%, vilket innebär att 30 % av all energi från kosten ska komma från fett, inte 30 % av kosten ska vara fett.
Exempel: Standardmjölk
- Energi 60,6 Kcal
- Protein 3,4 g
- Kolhydrater 5 g
- Fett 3 g ⇒ 3 X 9 = 27 Kcal ⇒ 27 / 60,6 = 0,445 = 44,5 E%

E% Protein 17 KJ/g (alt. 4,1 kcal)
E% Kolhydrater 17 KJ/g (alt. 4,1 kcal)
E% Fett 37 KJ/g (alt. 9,3 kcal)
E% Alkohol 29 KJ/g (alt. 7 kcal)
1 kcal = 4,2 KJ
NNR 2012 rekommenderade energibehov: Protein 10-20 E% Fett 25-40 E% Kolhydrater ink fibrer 45-60 E% Alkohol 5 E%